# Amflikeia-Elateia
Amflikeia-Elateia (in greco Αμφίκλειας-Ελάτειας?) è un comune della Grecia situato nella periferia della Grecia Centrale (unità periferica della Ftiotide) di 13 024 abitanti secondo i dati del censimento 2001.
È stato istituito a seguito della riforma amministrativa detta Programma Callicrate in vigore dal gennaio 2011 che ha abolito le prefetture e accorpato numerosi comuni.